# 7957 Антонелла
7957 Антонелла (1994 BT, 1981 KD1, 1992 TV1, 7957 Antonella) — астероїд головного поясу, відкритий 17 січня 1994 року.
Тіссеранів параметр щодо Юпітера — 3,308.